# Praczka (Gaboń)
Praczka – część wsi Gaboń w Polsce, położona w województwie małopolskim, w powiecie nowosądeckim, w gminie Stary Sącz.
Od 1604 r. do 1782 r. wieś Gaboń Praczka należała wraz z Gaboniem do włości klasztoru klarysek starosądeckich. Jako osobne sołectwo istnieje od 1991 roku.
W latach 1975–1998 Praczka administracyjnie należała do województwa nowosądeckiego.